# 牧野友衛
牧野 友衛（まきの ともえ、1973年2月20日 - ）は、日本の実業家。 グッドイトーカンパニー株式会社 取締役/最高戦略責任者、トリップアドバイザー株式会社 代表取締役、Twitter Japan株式会社 上級執行役員、ByFlow CEO、Google株式会社、AOL Japan。プロダクト開発や事業提携を含む市場参入戦略や事業成長戦略の策定と実行を専門とする。テクノロジーやコンテンツ、マーケティングのパートナーシップを通じて様々な業界とのネットワークを持つ。

## 略歴
- 東京都出身。文教大学人間科学部卒業。
- 2000年 - AOLジャパン株式会社 入社
  - サービス開発およびビジネス開発業務を担当。
- 2003年 - グーグル株式会社 入社
  - 新規プロダクトの国内展開や開発に携わる。2007年買収直後からYouTubeの日本における戦略、運営に関わり、著作権団体ならびにコンテンツパートナーとの交渉と提携を推進し、2008年よりYouTubeの日本における広告事業も統括。2009年ニュービジネスデベロップメントチームにて様々な新規プロジェクトを担当。
- 2010年 - 株式会社ByFlow 代表取締役CEO & Co-Founder[1]
- 2011年 - Twitter Japan株式会社 入社　上級執行役員
  - Twitterの国内での利用者の増加、並びに各業界でのTwitterの普及の責任者として、事業戦略の立案や製品開発を組織横断的に行う。
- 2016年 - トリップアドバイザー株式会社 入社 代表取締役
  - 月間利用者数を倍増し日本で第3位の旅行サイトに。成長戦略を策定し、利用者体験の改善や広報やソーシャルメディアを通じた統一したブランドメッセージを発信。
- 2020年 - 独立行政法人　国際観光振興機構 デジタル戦力アドバイザー
- 2021年 - グッドイトーカンパニー株式会社 取締役/最高戦略責任者
- 2021年 - 一般社団法人 日本地域国際化推進機構 理事
- 2021年 - 一般社団法人 メタ観光推進機構[2] 代表理事
- 2022年 - Activision Blizzard Japan株式会社 Managing Director, Japan

## 委員会・アドバイザー
- 総務省 異能vationプログラムスーパーバイザー（2014年 - ）
- 東京都 「東京の観光振興 を考える有識者会議」委員（2018年 - ）
- 農林水産省 食かけるプロジェクト審査委員（2019年 - ）

## 著書
- 電気通信 63 通号647 リアルタイムコミュニケーションツール--AOLインスタント・メッセンジャー 牧野友衛 2000年11月 国立国会図書館書誌ID:6544095
- 情報の科学と技術 /特集:図書館への提言 グーグルブック検索の取組みについて 牧野 友衛. 徳生 裕人 2007年 国立国会図書館書誌ID:8692130
- 「デジタルプラクティス」通巻20号 特集「モバイル時代のサービス」《特集号招待論文》Twitter の作るエコシステム構築におけるプラクティス（牧野友衛）2014年 NAID 170000146926
- TRAVEL JOURNAL いま読んでおきたい1冊　観光業界人から観光業界人へ 2016年11月